# Женский бокс

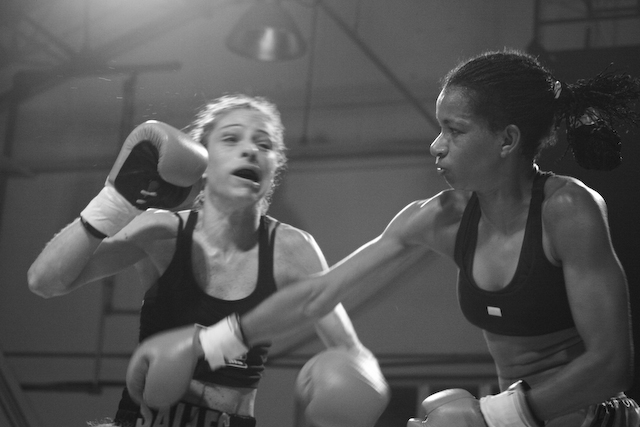
Женский бокс

Женский бокс появился впервые на Олимпийских играх на демонстрационном бою в 1904 году. Однако на протяжении XX века этот вид спорта был запрещён во многих странах. Возрождение женского бокса связано со Шведской Ассоциацией боксёров-любителей, которая санкционировала соревнования для женщин в 1988 году. Аналогичная британская ассоциация санкционировала первые женские соревнования по боксу в 1997 году.
13 августа 2009 года Международный олимпийский комитет принял решение включить женский бокс в программу Олимпийских игр 2012 года.